# RAD18
RAD18 (англ. RAD18, E3 ubiquitin protein ligase) — білок, який кодується однойменним геном, розташованим у людей на короткому плечі 3-ї хромосоми.  Довжина поліпептидного ланцюга білка становить 495 амінокислот, а молекулярна маса — 56 223.
| 10         |  | 20         |  | 30         |  | 40         |  | 50         |
| ---------- |  | ---------- |  | ---------- |  | ---------- |  | ---------- |
| MDSLAESRWP |  | PGLAVMKTID |  | DLLRCGICFE |  | YFNIAMIIPQ |  | CSHNYCSLCI |
| RKFLSYKTQC |  | PTCCVTVTEP |  | DLKNNRILDE |  | LVKSLNFARN |  | HLLQFALESP |
| AKSPASSSSK |  | NLAVKVYTPV |  | ASRQSLKQGS |  | RLMDNFLIRE |  | MSGSTSELLI |
| KENKSKFSPQ |  | KEASPAAKTK |  | ETRSVEEIAP |  | DPSEAKRPEP |  | PSTSTLKQVT |
| KVDCPVCGVN |  | IPESHINKHL |  | DSCLSREEKK |  | ESLRSSVHKR |  | KPLPKTVYNL |
| LSDRDLKKKL |  | KEHGLSIQGN |  | KQQLIKRHQE |  | FVHMYNAQCD |  | ALHPKSAAEI |
| VREIENIEKT |  | RMRLEASKLN |  | ESVMVFTKDQ |  | TEKEIDEIHS |  | KYRKKHKSEF |
| QLLVDQARKG |  | YKKIAGMSQK |  | TVTITKEDES |  | TEKLSSVCMG |  | QEDNMTSVTN |
| HFSQSKLDSP |  | EELEPDREED |  | SSSCIDIQEV |  | LSSSESDSCN |  | SSSSDIIRDL |
| LEEEEAWEAS |  | HKNDLQDTEI |  | SPRQNRRTRA |  | AESAEIEPRN |  | KRNRN      |

A: Аланін

C: Цистеїн

D: Аспарагінова кислота

E: Глутамінова кислота

F: Фенілаланін

G: Гліцин

H: Гістидин

I: Ізолейцин

K: Лізин

L: Лейцин

M: Метіонін

N: Аспарагін

P: Пролін

Q: Глутамін

R: Аргінін

S: Серин

T: Треонін

V: Валін

W: Триптофан

Кодований геном білок за функціями належить до трансфераз, фосфопротеїнів. 
Задіяний у таких біологічних процесах, як пошкодження ДНК, репарація ДНК, убіквітинування білків, поліморфізм, ацетиляція. 
Білок має сайт для зв'язування з іонами металів, іоном цинку, ДНК. 
Локалізований у цитоплазмі, цитоскелеті, ядрі.